# アポロシ・ナワイ
アポロシ・ナワイ（Apolosi Nawai 本名Apolosi Ralawaki Nawai, 1885年 - 1946年)はフィジーの政治家。
イギリスの植民地行政による支配でバナナが不当に買いたたかれていることを知り、1913年、フィジーで初めてのフィジー人による会社組織を起こした。この運動は「ヴィチ・カンバニ」と呼ばれる。彼はキリスト教を主体としながらもポリネシア的な神の存在を説き、フィジー中に賛同者を増やした。
1915年には「ヴィチ・カンバニ」を設立する。しかし、創立と同時に当局に「危険人物」とされ、18か月の禁固刑を受ける。その後、首長としての最高名誉である「ナンディ」の職を受けたが、1917年9月、またもや危険人物として逮捕され、ロトゥマ島へ7年間の流罪となる。
1925年に会社は活動を再開し発展を見せたが、1930年1月、植民地長官と首長会議により10年間の流罪となった。その間に娘であるセレイマ・ガウナヴォウが妊娠し、子供を産んだ。生まれた子供はヴキ・テニンブラ・ララワキ・ナワイと名付けられた。1940年に釈放されたものの、フィジー総督ルークは国務大臣あての手紙で「彼は太平洋のラスプーチンである」と書き、3度目の流罪が確定した。今度は外との連絡を一切断つという法的措置がとられた上、日本の進撃が南洋諸島へ及び、日本がアポロシをフィジーへつれ戻すのではないかという危惧から1942年にはニュージーランドへ身柄を移された。彼はこのころ象皮病が悪化しており、かなりの重症状態に陥っていた。1944年、フィジーへ送還され、改めてヤザタ島へ流罪となる。
1946年4月、76歳にて永眠。
彼は宗教的指導者という側面も持っており、アポロシは自らを「鷲」であると認識し、キリストから使わされる使者であると説いた。また、支持者から「フィジー王」とも呼ばれていた関係から、娘であるセレイマと孫のヴキは「聖母子」とされた。彼らはアポロシの流刑中も支援を行った。